# Kloster Esfigmenou

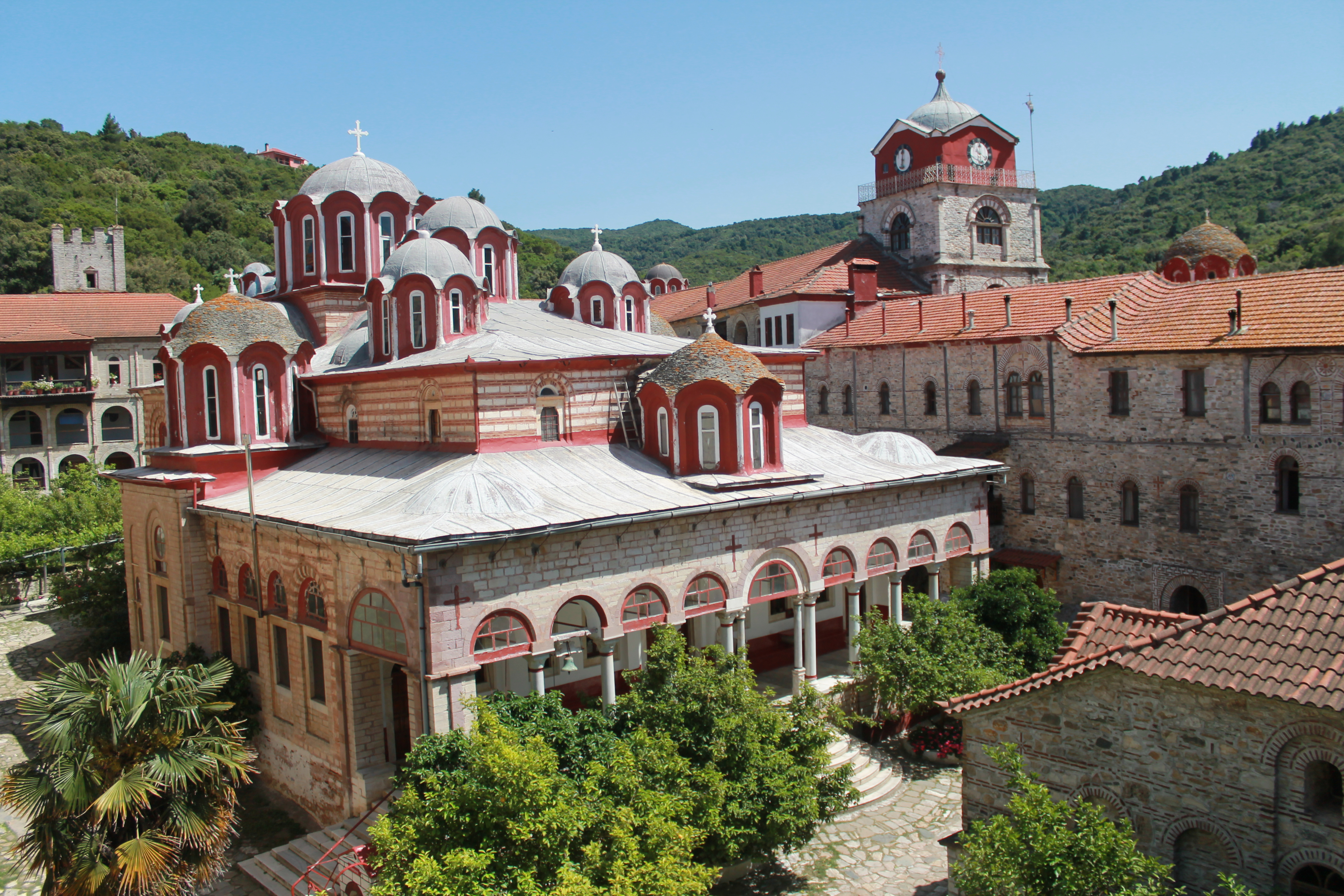
Kloster Esfigmenou

Das Kloster Esfigmenou (griechisch Μονή Εσφιγμένου) ist ein orthodoxes Kloster direkt an der Küste im nördlichen Teil der Halbinsel Athos in Griechenland. In der Rangfolge der Athos-Klöster nimmt es die achtzehnte Stelle ein. Es ist eines der zwanzig selbstverwalteten Klöster auf Athos und der Himmelfahrt Christi gewidmet.
Heute zählt dessen Klostergemeinschaft ca. 115 Mönche, somit ist es eines der größten Athos-Klöster. Es befindet sich in der Nähe des Klosters Hilandar, seine Gründung geht auf das 10. Jahrhundert zurück.
Zu den Kostbarkeiten des Klosters gehört das Marienbild Muttergottes der Barmherzigkeit (Eleusa), das Pulcheria-Kreuz sowie Teile des Zeltes Napoleons, die zu einem Fastentuch verarbeitet wurden.

## Geschichte
Das Kloster wurde mehrmals durch Pirateneinfälle oder Brand verwüstet, so etwa in den Jahren 873, 1047, 1491 und 1534. Nach dem Ausbruch des griechischen Befreiungskriegs 1821 wurde das Kloster von der osmanischen Armee besetzt und bis 1834 als Kaserne genutzt, dabei wurden der größte Teil der dort lebenden Mönche entweder ermordet oder vertrieben und das Kloster erlebte große Zerstörung. Die Wiedererrichtung des Klosters erfolgte von 1832 bis 1871 unter der Leitung von Agathangelos Ayiannanitis. Aus dieser Zeit stammen alle bedeutenden Klosterbauten wie z. B. der Glockenturm, die Kapellen, Teile der Klosterkirche sowie der südliche Torweg. Der älteste erhaltene Teil des Klosters ist das Refektorium, dessen Fresken aus dem 16. bzw. 17. Jahrhundert datieren.
Von 1950 bis 1954 lebte der Heilige Paisios vom Berg Athos als Novize im Kloster Esfigménou. Nach vierjähriger Novizenzeit erhielt er 1954 als Rasophoros die Mönchsweihe und nahm den Namen Averkios an. Jahrzehnte später distanzierte sich das Kloster Esfigmenou von nationalistischen Prophezeiungen, die Paisios zugeschrieben wurden. In einer offiziellen Stellungnahme hieß es, es gebe keine Belege für solche Vorhersagen.
Am 8. Juli 2020 beschloss der Verfassungsgerichtshof Griechenlands auf Betreiben der Regierung der Klosterrepublik Athos und des Ökumenischen Patriarchen von Konstantinopel Bartholomaios I., dass die Zeloten des Klosters wegen ihres antiökumenischen Verhaltens dieses räumen müssen. Die Mönche berufen sich immer noch auf das Große Abendländische Schisma und bezeichnen alle Andersdenkenden als Häretiker. Zuvor kam es 2013 auch zu einer Auseinandersetzung zwischen den Mönchen dieses Klosters und einer anderen Gruppe, wobei die Mönche Molotowcocktails einsetzten. Die Polizei räumte ein Klostergut außerhalb der Insel und ein Hospiz, nicht aber das Kloster selbst.